# 에스토니아의 대외 관계
에스토니아는 1918년 2월 24일, 러시아 제국으로부터 독립을 얻었고, 국제연맹의 회원국 자격을 통해 많은 나라와 외교 관계를 수립하였다. 1940년 에스토니아가 강제로 소련에 편입된 것은 국제 사회에서 일반적으로 인정받지 못하였으며, 에스토니아 외교 서비스는 일부 나라에서 계속 활동하였다. 소련으로부터 독립을 회복한 후, 러시아는 에스토니아 독립을 재인정한 최초 국가들 중 하나였다(가장 먼저 한 국가는 1991년 8월 22일, 아이슬란드였다). 에스토니아가 독립을 되찾은 직후의 즉각적인 우선 과제는 러시아 (구소련) 군대가 에스토니아 영토에서 철수하는 것이었다. 1994년 8월에 이것이 완료되었다. 그러나 1999년에 에스토니아와 체결된 국경 조약을 러시아가 비준하지 않기로 결정함에 따라 모스크바와의 관계는 계속 긴장 상태를 유지하고 있다.

## 각국별 대외 관계

### 아시아

#### 대한민국
에스토니아와 대한민국 간의 외교 관계 수립은 1991년 9월 17일에 시작되었다.
에스토니아는 서울에 대사관을 두고 있다.
에스토니아는 한반도에서 대한민국을 유일한 합법 정부로 인정하고 있다.

### 유럽

#### 라트비아
에스토니아는 리가에 대사관을 두고 있으며, 라트비아는 탈린에 대사관을 두고 있다.
두 국가는 343km에 달하는 국경을 공유하고 있다.
양국은 소련 시절의 공통된 역사를 바탕으로 인접 국가로서 긴밀한 관계를 유지하고 있다.

#### 러시아
러시아는 1920년 2월 2일, 타르투 조약을 통해 에스토니아를 인정하였다. 러시아-에스토니아 관계는 1991년 1월 양국 지도자인 러시아의 보리스 옐친과 에스토니아의 아르놀드 뤼텔이 탈린에서 만나 소련으로부터의 에스토니아 독립을 예상하여 두 나라 관계에 관한 조약을 체결하면서 재수립되었다. 이 조약은 당시 에스토니아에 영구 거주하는 모든 주민이 자유롭게 시민권을 선택할 권리를 보장하였다.
러시아는 1991년 8월 24일, 소련 쿠데타 실패 이후 에스토니아를 재인정한 최초 국가들 중 하나였다. 소련은 1991년 9월 6일, 에스토니아의 독립을 인정하였다. 1991년 1월, 옐친 대통령이 발트 3국에 연대감을 처음 표명한 이후 에스토니아와 옐친 정부 간의 관계는 약화되었다. 러시아군의 발트 지방 철수 문제와 1940년부터 1991년 사이에 에스토니아에 정착한 이들과 그 후손들에게 자동 시민권을 부여하지 않은 에스토니아의 정책이 주요 쟁점으로 남아 있었다.

#### 리투아니아
에스토니아는 빌뉴스에 대사관을 두고 있으며, 리투아니아는 탈린에 대사관을 두고 있다.
두 나라는 발트 지방에 위치해 있으며 NATO와 EU의 정회원국이다.

#### 핀란드
핀란드는 1920년 6월 20일, 에스토니아를 최초로 승인하였다.
현재 핀란드는 탈린에 대사관과 타르투에 명예영사관을 두고 있으며, 에스토니아는 헬싱키에 대사관을, 코트카, 마리에함, 오울루, 탐페레, 투르쿠, 바사에 명예영사관을 두고 있다.
양국은 지리적, 문화적으로 밀접한 관계를 유지해왔으며, 발트해 국가 이사회(CBSS), 유럽 연합(EU), 북대서양 조약 기구(NATO)의 정회원국으로서 긴밀히 협력하고 있다.
또한, 에스토니아와 핀란드는 오스트레일리아 캔버라에 공동 대사관을 운영하고 있으며,
에스토니아는 핀란드의 NATO 가입 신청을 전폭적으로 지지하였고, 이는 2023년 4월 4일, 핀란드의 정식 가입으로 이어졌다.

### 아메리카

#### 미국
에스토니아는 워싱턴 D.C.에 대사관을, 뉴욕과 샌프란시스코에 총영사관을 두고 있다.
미국은 탈린에 대사관을 두고 있다.